# タイベ醸造所
タイベ醸造所（タイベじょうぞうしょ、アラビア語: مخمرة الطيبة、原語では「おいしい醸造所」を意味する）は1994年に設立されたパレスチナの醸造所である。ヨルダン川西岸、ラマッラー・アル＝ビーレ県のタイベ村に位置しており、エルサレムからは北に35キロメートル行った場所にある。タイベビールというブランドのビールを生産している。パレスチナ初の醸造所で、中東で最初の先駆的なマイクロブルワリーであると考えられており、イスラエル初の地ビール醸造所であるザ・ダンシング・キャメルに約10年先立っている。
この醸造所の設立以来、パレスチナにあるビルゼイト醸造所とワイズメンズチョイス醸造所の2社をはじめとして、中東に多くの著名な地ビール醸造所が設立されている。

## 歴史
タイベ醸造所は1993年の第一次オスロ合意調印直後の1994年にナディム・クーリーとデイヴィッド・クーリ―の兄弟によって設立された。二人はタイベ生まれだが、米国マサチューセッツ州のブルックラインで酒屋を経営する家族の下で育った。1980年代、ブルックラインにあるヘレニック・カレッジの大学生だったナディムは、暮らしていた寮の地下室でビールを自作し始めた。ナディムはその後、カリフォルニア州のカリフォルニア大学デービス校で醸造学を履修し、修士号を取得した。 

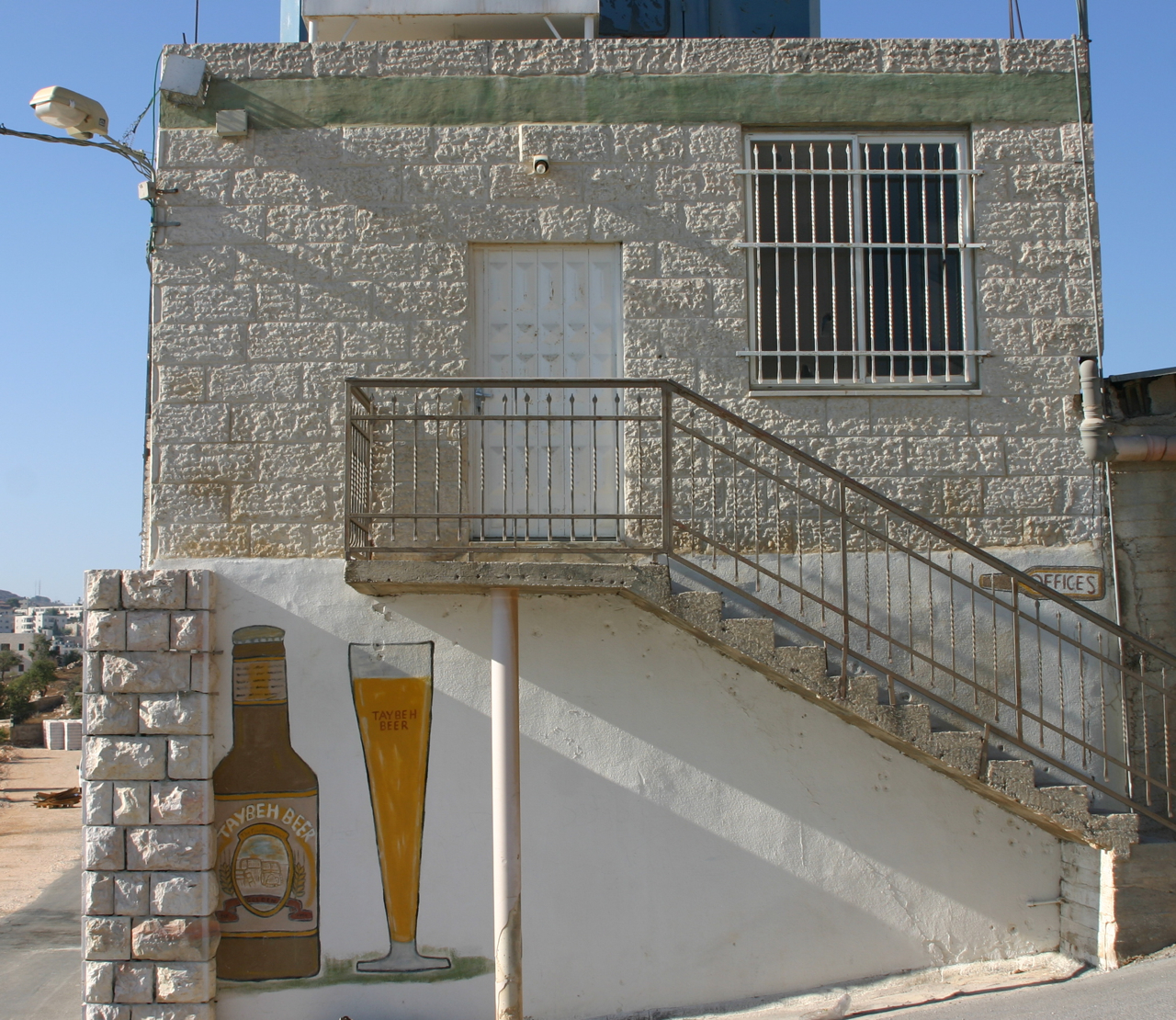
醸造所の入り口

タイベ醸造所は、銀行が醸造所を設立するための融資を拒否したため、ブルックラインにあるクーリー家の不動産を売却して手に入れた150万ドルの自己資金を創業資金として作られたものである。その後、1995年に最初のビールを製造して以来、国外にも支持者を獲得している。
1994年当時、パレスチナ社会にはムスリムが圧倒的に多く、飲酒が文化的に禁止されていることからパレスチナのビール工場構想は物議を醸していたが、パレスチナ大統領のヤーセル・アラファートがイスラエルからの輸入アルコールに依存していたパレスチナの状況を打破できるとして、ビール工場の設立をいち早く支持した。
アラファートの支援は醸造所が設立できるようになった一助と考えられる。それのみならず、タイベビールは創業直後にオフラ入植地にいたラビからコーシャの認定を受けており、2000年の第2次インティファーダ勃発以前の売り上げの70％はイスラエル人向けだった。また、タイベ社の設備や原料はイスラエルを経由する輸入品に頼っていた。
インティファーダとそれに伴う暴力行為への対応として、イスラエルは検問を開始してタイベ社のホップ、大麦、酵母を輸入していたアシュドッド港と醸造所の間にヨルダン川西岸地区の分離壁を建設した。イスラエルの検問や検査により、タイベ社が原材料を輸入することは極めて困難になった。ある時では、タイベ社は2万ドルのビール瓶の輸入に対して、アシュドッド港で船を引き止められて6000ドルの費用を請求されたこともあった。2002年にナディムは、イスラエルが武器がないかチェックするためだと言ってビールの一部を押収したり、荷物を開けさせたりすると述べている。
イスラエルと海外の顧客へのビールの出荷はその障壁のせいで複雑なものとなり、ヨルダンへの輸出も遮断され、醸造所からエルサレムへの移動時間も20分から数時間へと延長されてしまった。イスラエルとパレスチナの観光業は暴動によって劇的に低迷し、多くの顧客が外国人であったタイベ社も大きな打撃を受けた。その結果、売り上げは降下して2002年には収入が90％以上減り、12人の従業員全てを解雇しなければならなかった。
醸造所経営を維持するための臨時措置として、タイベ社はタイベ村の地元教会によって製造されたオリーブオイルをベルギーにある会社に販売した。2005年に第2次インティファーダが幕を閉じると経営は幾分回復して従業員も6人まで増えたが、2007年にイスラム主義を掲げる政党の過激派組織ハマースがガザ地区を掌握し、この地域でのアルコール販売を終了させたことで、経営状態は大きな打撃を受けることになった。
2007年にクーリー一家の娘であるマディース・クーリーが大学を卒業してタイベ醸造所の業務に携わるようになり、マディースは後に「中東で初の、そしておそらく唯一の女性ビール醸造家」として醸造所を率いるようになった。この頃から、タイベは事業の回復と拡大を続けて2018年時点では少なくとも10か国で事業を展開している。しかしながら、イスラエルによるヨルダン川西岸の占領と港湾の掌握によって生じる障壁に直面し続けている。タイベ社は原材料の輸入と製品化したビールの輸出のためにイスラエルの港に依存し続けている。ヨーロッパからイスラエルまで2週間かかる供給品は、ヨルダン川西岸にある醸造所に到着するためにさらに3か月かかることがある。
タイベ社は検問所とその他の制限により輸送コストが上昇したため貿易競争に参加するのが困難になり、タイベ社のビール樽がイスラエル当局によって時折切り開かれて、コンテナが送り返されたこともあった。イスラエルによる入植地拡大の継続によってヨルダン川西岸で水資源へのアクセス格差が発生しており、タイベ社の将来的な水供給にも懸念がある。地元にある湧き水から水を使用することはできるが、醸造所のほうでは水不足のせいで国際的にビジネスを拡大することが制限されるのではないかと予測している。

## 販売と普及

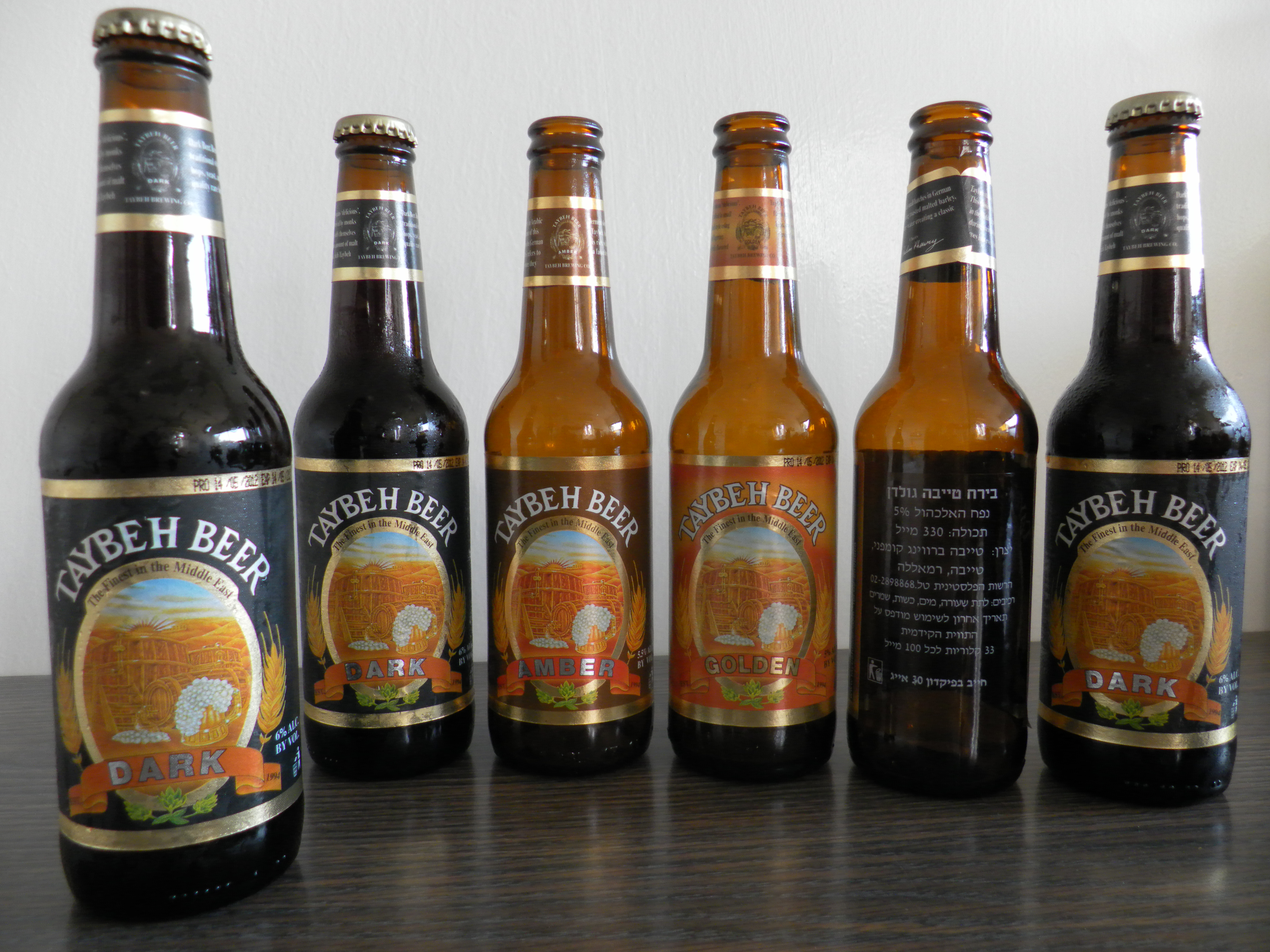
タイベビールの瓶。ダーク、アンバー、ゴールデンといった種類がみられる。

1997年、タイベビールはパレスチナ製品として初めてドイツでフランチャイズ化され、現地で醸造・瓶詰めされてヨーロッパで販売された。タイベビールはスウェーデンと日本に輸出されて、イギリスでも販売されている。
2005年には、毎年行われるオクトーバーフェスト形式のビール祭りが始まった。タイベビールフェスティバルと名付けられたこの祭りは、10月の初旬に開催される。
2008年には、オーストラリア人のララ・ヴァン・レイが、『占領下のパレスチナ、ビール、オクトーバーフェスト』というドキュメンタリーを製作しており、この作品ではタイベ醸造所とクーリー家に焦点が当てられている。
タイベ醸造所は高級飲料専門誌 Mutineer Magazine の2010年1・2月号で紹介されている。
2012年には、タイベ社はワイナリーを開業してシラー、メルロー、そしてカベルネ・ソーヴィニヨンの赤ワインを製造している。タイベ社が設立したワイナリーはイタリア人のワイン製造者の援助によって設立され、ナディムの息子であるカナンが2013年にハーバード大学で工学の学位を取得し卒業して以来経営している。
2017年には、アメリカ合衆国において初めてタイベ社のビールとワインが入手可能になった。アメリカ合衆国でのタイベ社製品販売の初店舗はタイベ醸造所の設立前にクーリー家が経営していた酒屋のフォリーズであったが、同社のビールはマサチューセッツ州周辺とロードアイランド州に所在する他店舗にも販売されている。タイベ社は少なくともアメリカ合衆国での販売許可が初めておりた2005年に自社のビールを販売することを試みたが、障害に阻まれていた。タイベ社がアメリカ合衆国に進出するための困難のうちの一つが、アルコール・タバコ税貿易局の「ラベル上における虚偽または誤解を招く表示」に対する規則によって、同社が他国で行ってきたようにタイベ社のビールを「パレスチナ製品」としてブランド化することができなかったことである。その結果、タイベ社のビールは「ヨルダン川西岸製品」としてアメリカ合衆国で販売されている。
2018年現在、タイベ社のビールは未だにイスラエルのバーやクラブにて入手可能である。しかしながら、タイベ社のビールと他のパレスチナ製のビールの販売は物議を醸すものであり、イスラエルの政治的右翼の中にはボイコットを訴える者もいるほどである。かつてはタイベ社の売り上げのおよそ70%がイスラエルからのものだったが、この割合はインティファーダ後に急減した。2017年時点で、イスラエルからの売り上げはヨルダン川西岸と合わせて60%ほどになっている。
2022年時点では年間180万本ほどのビールを生産している。

## ビールの種類
2018年10月時点ではゴールデン、ライト、ダーク、アンバー、ノンアルコール、ホワイトという6種類のタイベビールが販売されていた。ゴールデンはアルコール度数5％で最初に作られたビールである。ダークはアルコール度数6％、ライトは3.5％で、2000年に聖地2000年記念として初めて作られた。ダークは断食中に英気を養うため中世の修道士がビールを醸造した古典的手法にのっとって作られている。アンバーはアルコール度数5.5％で、2007年に初登場した。ノンアルコールビールは2008年に地元パレスチナのムスリム向けに導入された。